# Iponatriemia
L'iponatriemia, o iposodiemia, è un disturbo elettrolitico in cui la concentrazione del sodio nel plasma è più bassa del normale. Il sodio è un catione (ione positivo) predominante nello spazio extracellulare e non può passare liberamente dallo spazio interstiziale all'interno della cellula. Ciò avviene in quanto un singolo catione di sodio attrae intorno a sé 25 molecole di acqua, e si viene pertanto a creare una struttura di tipo polare troppo larga per attraversare liberamente la membrana cellulare.
L'omeostasi (stabilità di concentrazione) di questo elemento chimico all'interno della cellula è fondamentale per permetterne la normale funzione.
Le normali concentrazioni di sodio sono in genere comprese tra 135 e 145 mEq/L (135-145 mmol/L). L'iponatriemia viene generalmente definita come una concentrazione sierica di sodio inferiore a 135 mEq/L (135 mmol/L) e viene considerata severa quando i livelli sierici del catione discendono al di sotto di 125 mEq/L.
Molte condizioni patologiche, fra cui l'insufficienza cardiaca congestizia, l'insufficienza renale, la cirrosi ed insufficienza epatica e la polmonite possono essere associate a iponatriemia. Questa condizione, inoltre, può associarsi ad una eccessiva introduzione di acqua e liquidi, ad esempio in soggetti affetti da polidipsia.
Nella stragrande maggioranza dei casi l'iponatriemia si verifica in conseguenza ad un eccesso di acqua rispetto alla quantità di sodio presente nell'organismo. La carenza di sodio, in quanto unico disturbo primitivo, è raramente causa di iponatriemia, anche se può determinare la comparsa di iponatriemia ed è stata anche associata con iponatriemia indotta da MDMA. In particolare, la perdita di sodio può portare ad uno stato di ipovolemia (cioè una perdita di volume di sangue nel corpo), la quale rappresenta un segnale per il rilascio di ormone antidiuretico (ADH).
L'iponatriemia associata all'esercizio fisico è una evenienza molto comune nel corso di maratone ed altre gare di resistenza.

## Epidemiologia
L'incidenza di iponatriemia varia ampiamente da studio a studio, essendo in buona parte correlata alle caratteristiche della popolazione osservata, alla frequenza dei test, al contesto sanitario di osservazione ed ai criteri adottati per stabilire la diagnosi.
L'incidenza in ambiente ospedaliero può essere decisamente alta (15-20% circa) se si adotta il limite di 135 mEq/L, ma appare molto più bassa quando si adotta un limite più restrittivo, come ad esempio una concentrazione inferiore a 130 mEq/L.
L'età avanzata sembra essere un fattore di rischio indipendente.
La mortalità nei soggetti con iponatriemia grave (natriemia <125 mEq/L) risulta decisamente aumentata. I pazienti cirrotici con ascite persistente, in attesa di trapianto, e bassi livelli di sodio nel siero presentano un alto rischio di mortalità nonostante il basso punteggio di MELD score (Model for End-Stage Liver Disease).
Quando i livelli sierici di sodio si riducono a meno di 105 mEq/L, la mortalità raggiunge picchi superiori al 50%, in particolare nei pazienti con problemi e patologie correlate al consumo di alcol.
Secondo alcuni studi, in ogni caso, è il processo patologico di base, piuttosto che la gravità dell'iponatremia che può spiegare le ampie variazioni del tasso di mortalità.

## Classificazione
La natriemia è fortemente correlata all'equilibrio idrico dell'organismo, per cui, in linea generale, una sua riduzione è spesso conseguenza di una diminuita escrezione renale di acqua mediata dall'ADH.
Secondo un criterio di "gravità" l'iponatriemia può essere classificata in:
- Lieve, la concentrazione di sodio nel siero è 130-135 mmol/L
- Moderata, la concentrazione del catione sodio è 125-129 mmol/L
- Grave, la concentrazione sierica del sodio risulta <125 mmol/L.

## Eziologia
- Iponatriemia con normale osmolarità (o pseudoiponatriemia)

Si tratta di un abbassamento apparente della concentrazione sierica di sodio. I livelli ematici del catione appaiono bassi ma l'osmolarità del siero è nei limiti di norma, ovvero compresa tra 280 e 296 mOsm/L H2O. Si verifica in conseguenza allo spostamento del sodio verso la fase acquosa del siero. La pseudoiponatriemia in particolare può manifestarsi ogni qual volta le concentrazioni ematiche dei lipidi e delle proteine plasmatiche sono molto elevate. 
Normalmente, infatti, l'acqua plasmatica è pari a circa il 92%-94% del volume plasmatico. Nelle condizioni sopra citate (elevazione delle proteine e dei grassi) la frazione di acqua del plasma si riduce e quindi la natriemia, misurata sul totale del volume plasmatico, appare ridotta, sebbene la reale concentrazione di sodio nell'acqua plasmatica e l'osmolarità siano nella norma. Esempi di malattie che si possono accompagnare a pseudoiponatriemia includono il mieloma multiplo e l'iperlipidemia.
- Iponatriemia con diminuita osmolarità e sovraccarico di fluidi

Questa forma è sostanzialmente dovuta ad un'inappropriata ritenzione di acqua.
Esempi di malattie che si associano a questa forma di iponatriemia sono la cirrosi epatica, l'insufficienza renale, l'insufficienza cardiaca congestizia e la sindrome nefrosica.
- Iponatriemia con diminuita osmolarità e normale volemia

I soggetti che sviluppano questo tipo di iponatriemia tendono ad avere un aumento dell'acqua corporea totale, ma sostanzialmente senza presentare importante edema. Questa forse è la forma più caratteristica di iponatriemia da diluizione. I soggetti che la sviluppano possono risultare affetti da diversi disturbi di tipo endocrino (ad esempio ipotiroidismo, stress, o SIADH (l'ormone antidiuretico o vasopressina). Altri pazienti presentano invece una vera e propria intossicazione da acqua: questo evento può verificarsi fra coloro che corrono maratone o gare di resistenza, 
ma risulta particolarmente frequente (fino al 7%) fra soggetti psicotici che vengono inseriti in appositi centri ed istituti specializzati (polidipsia psicogena).
Ancora si può verificare in pazienti che vengono sottoposti ad interventi chirurgici, in particolare a seguito di isteroscopia o dopo una prostatectomia transuretrale (TURP). Queste forme di iponatriemia postchirurgica sembra siano in relazione al grado di assorbimento di tutta una serie di fluidi e liquidi utilizzati nel corso dell'intervento (ad esempio diverse soluzioni irriganti contenenti sorbitolo o mannitolo, oppure glicina). In questa categoria rientrano anche alcune forme da deficit di glucocorticoidi.
- Iponatriemia con diminuita osmolarità e ipovolemia

Situazione caratterizzata da deficit sia dell'acqua corporea totale, sia del sodio totale.
Il deficit di sodio in ogni caso è più grave rispetto al solo deficit di acqua corporea. Questo evento caratterizza diverse patologie, fra le quali quelle che ricorrono con maggiore frequenza sono le perdite gastrointestinali (generalmente dovute a vomito o a diarrea di tipo secretorio), o quelle correlate ad un marcato utilizzo di farmaci dotati di azione diuretica, particolarmente i diuretici tiazidici e l'indapamide. Altre cause importanti sono rappresentate dalla sudorazione profusa, dalle perdite secondarie ad ustioni o traumatismi, dalla peritonite e/o pancreatite, dalla fibrosi cistica ed infine dalle nefropatie con perdita di sali nonché dai deficit in mineralcorticoidi.
- Iponatriemia con iperosmolarità (o traslocazionale)

Questa situazione si caratterizza per iperosmolarità (in genere superiore ai 296 mOsm/kg H2O) dovuta a sostanze osmoticamente attive. I soggetti che ne soffrono hanno valori normali di sodio corporeo totale ma la sua concentrazione nel siero risulta diluita a causa della presenza di molecole osmoticamente attive, che richiamano acqua dal compartimento extravasale verso quello intravasale.
Sono diverse le situazioni e patologie che possono determinare questo tipo di iponatriemia, ed in particolare l'elevazione delle concentrazioni di glicemia in soggetti diabetici: questa è verosimilmente la causa più comune di iponatriemia.
Anche altre situazioni meno frequenti, quali ad esempio le infusioni di mannitolo, o il ricorso a maltosio (talvolta utilizzato per via endovenosa nella somministrazione di immunoglobuline) e glicina, possono comportare questo tipo di iponatriemia.

## Segni e sintomi
I sintomi di questa condizione clinica sono variabili a seconda della gravità dell'iponatriemia. Nelle forme più lievi (natriemia >120 mEq/L) il paziente può accusare malessere generale, nausea, vomito, riduzione dell'appetito, sensazione di debolezza, cefalea, crampi muscolari e raramente rabdomiolisi.
Nelle forme moderate (natriemia compresa tra 110 e 120 mEq/L) può comparire un'alterata risposta agli stimoli ambientali, sia di tipo verbale, sia di tipo doloroso, talvolta allucinazioni uditive e visive.
È inoltre possibile che si verifichino tachipnea e disventilazione, incontinenza urinaria e fecale, instabilità posturale con disturbi del cammino e dell'andatura.
Quando l'iponatriemia diviene estremamente grave (natriemia <110 mEq/L) possono evidenziarsi bradicardia, ipertensione arteriosa, alterata regolazione della temperatura corporea, segni di erniazione cerebrale (atteggiamento in decorticazione o decerebrazione) spesso associati a midriasi, coma, convulsioni e arresto respiratorio.
I sintomi neurologici, come si vede, sono più frequenti in caso di basse concentrazioni di sodio, in quanto queste determinano un passaggio i liquidi all'interno delle cellule cerebrali, per motivi osmotici, e conseguente edema cerebrale.

## Diagnosi
L'esame fisico riveste grande importanza e non dovrebbe mai essere sottovalutato. La valutazione dei segni vitali (frequenza cardiaca e respiratoria, pressione arteriosa, saturazione d'ossigeno ecc.) dovrebbe avvenire sia in clinostatismo che in ortostatismo e può condurre ad una valutazione accurata della volemia del paziente. La determinazione dello stato di volemia (cioè se il soggetto sia verosimilmente ipervolemico, euvolemico oppure ipovolemico) rappresenta spesso un'utile guida nelle successive decisioni di trattamento.
La valutazione del paziente deve anche tenere conto della presenza di eventuali altre condizioni mediche (comorbilità), in quanto le patologie associate, particolarmente quelle cardiache e cerebrali, influenzano le decisioni terapeutiche ed incidono profondamente sui risultati del trattamento.

### Esami di laboratorio
I test di laboratorio fondamentali nella valutazione dei pazienti con iponatriemia sono sostanzialmente tre:
1. Osmolalità urinaria (la concentrazione di sostanze disciolte nelle urine).
 Permette di distinguere tra condizioni associate a ridotta escrezione di acqua libera e la polidipsia primaria. Nella polidipsia, così come nella malnutrizione l'osmolalità urina è minima, in genere inferiore a 100 mOsm/kg. Un'osmolalità urinaria superiore a 100 mOsm/kg è indice della capacità dei reni di concentrare l'urina. La capacità di concentrazione è di solito secondaria ai livelli di vasopressina (ADH).
2. Osmolalità sierica.
 Aiuta a distinguere tra l'iponatriemia vera e la pseudoiponatriemia (ad esempio da iperlipidemia), così come tra l'iponatriemia ipertonica (da iperglicemia, glicina, mannitolo ecc.)
3. Concentrazione urinaria del sodio.
 Facilita la distinzione tra iponatriemia secondaria a ipovolemia e la sindrome SIADH. Nella SIADH (ma anche nelle sindromi con perdita di sali), il sodio nelle urine è superiore a 20-40 mEq/L. Nei soggetti con ipovolemia, la concentrazione urinaria di sodio tende ad essere inferiore a 25 mEq/L.

La determinazione dei trigliceridi e l'elettroforesi delle proteine sieriche (in particolare dell'albumina) sono utili in alcuni casi particolari, così come la determinazione della tireotropina (ormone stimolante la tiroide o TSH) e del cortisolo sierico hanno valore in caso di ipotiroidismo o insufficienza surrenalica.

### Imaging radiologico
La tomografia computerizzata, e particolarmente una TC encefalo, oppure una risonanza magnetica nucleare cerebrale può essere utile qualora si sospetti una iponatriemia correalata ad una sindrome da inappropriata secrezione di ADH (SIADH) o una sindrome da perdita di sali cerebrale (Cerebral salt-wasting syndrome, CSWS).

## Trattamento
Il trattamento dell'iponatriemia dipende dalla patologia sottostante e dal fatto che il paziente sia classificato come ipervolemico, euvolemico, o ipovolemico. Nel caso di un paziente con ipovolemia, la somministrazione endovenosa di soluzione fisiologica è un trattamento usuale, che permette un graduale incremento delle concentrazioni plasmatiche di sodio.

L'iponatriemia euvolemica viene generalmente trattata con la restrizione dei liquidi e l'abolizione di qualsiasi stimolo possa portare alla secrezione di ADH, ad esempio la nausea. Allo stesso modo deve essere sospeso qualsiasi farmaco possa causare una sindrome SIADH. I pazienti con iponatriemia euvolemica persistente, nonostante tali misure, possono essere candidati per un farmaco vaptano.
L'iponatriemia ipervolemica viene generalmente trattata affrontando la patologia cardiaca sottostante o l'insufficienza epatica. Se non è possibile farlo, il trattamento diviene il medesimo dell'iponatriemia euvolemica (ovvero la limitazione dell'apporto idrico ed il ricorso ad un farmaco vaptano). 
L'iponatriemia deve essere corretta lentamente al fine di ridurre il rischio di sviluppo di mielinolisi pontina centrale (CPM), una grave malattia neurologica che è caratterizzata da disfunzione delle cellule cerebrali dovuta ad una distruzione delle guaine mieliniche che ricoprono le cellule nervose nel tronco encefalico (in particolare a livello del ponte). Una troppo rapida correzione di uno stato di iponatriemia è la causa più comune di questo disturbo potenzialmente devastante.
Durante il trattamento dell'iponatriemia, la concentrazione sierica di sodio non dovrebbe salire più di 8 mmol/l nelle 24 ore (idealmente non più di 0.33 mmol/l/ora): una correzione troppo rapida dell'iponatriemia si può verificare con maggiore probabilità nei soggetti che presentano una iponatriemia ipovolemica.
In particolare si deve tenere presente che, una volta che lo stato ipovolemico sia stato corretto, lo stimolo alla secrezione e rilascio di ADH scompare. A questo punto, si verifica un brusco aumento della diuresi, quindi della quantità di urina eliminata con la minzione, proprio a causa del venir meno dell'azione dell'ADH, il quale, come è noto, favorisce la ritenzione di acqua a livello dei tubuli renali.
In queste condizioni si può quindi verificare un aumento improvviso ed importante della natriemia. Qualora l'incremento del sodio sierico superi il valore limite di 0,33 mmol/l/ora per un periodo prolungato (diverse ore), alcuni autori consigliano di ricorrere alla somministrazione di vasopressina per prevenire una diuresi troppo rapida e quindi un'eccessiva minzione.

Gli antagonisti del recettore della vasopressina possono essere utilizzati nel trattamento dell'iponatriemia, specialmente nei soggetti affetti da SIADH, insufficienza cardiaca congestizia o cirrosi epatica. Una nuova classe di farmaci, i farmaci "vaptani", è stata specificamente sviluppata per inibire l'azione della vasopressina sui suoi recettori (V1A, V1B, e V2). Questi recettori hanno una varietà di funzioni. I recettori V1A e V2 sono espressi nei tessuti periferici e sono coinvolti, rispettivamente, nella modulazione della pressione arteriosa e della funzione renale.
I recettori V1A e V1B sono invece espressi nel sistema nervoso centrale. V1A è espresso in molte regioni del cervello, ed è stato correlato a una serie di comportamenti sociali negli esseri umani e negli animali.

### Farmaci vaptani
La categoria dei farmaci vaptani contiene una serie di composti con selettività variabile, molti dei quali sono o già in uso clinico o in studi clinici a partire dal 2010.
- Conivaptan (non selettivo)
- Relcovaptan (V1A selettivo)
- Nelivaptan (V1B selettivo)

Esistono inoltre una serie di vaptani V2 selettivi
- Lixivaptan
- Mozavaptan
- Satavaptan
- Tolvaptan

Gli antagonisti del recettore V2, tolvaptan e conivaptan, facilitano l'escrezione di acqua libera (priva di elettroliti) e sono efficaci nell'aumentare la concentrazione sierica del sodio sia nell'iponatriemia euvolemica sia in quella ipervolemica.